# Monument à Louis Pergaud
Le monument à Louis Pergaud est une sculpture en bronze d'Antoine Bourdelle érigée en l'honneur de Louis Pergaud à Besançon, dans le département français du Doubs, ville où il avait étudié et enseigné. Le monument est inauguré en 1932 au sein du parc Micaud. et il est protégé au titre des monuments historiques depuis 2024.

## Historique

### Contexte
Louis Pergaud est mort dans des circonstances tragiques lors de la Première Guerre mondiale, pendant l'une des offensives les plus meurtrières du conflit. Mobilisé comme sergent dans l’infanterie, il participe à la bataille de la Woëvre, dans le secteur de Marchéville-en-Woëvre, près de Verdun. Dans la nuit du 7 au 8 avril 1915, son unité est envoyée à l’assaut des tranchées ennemies. L’opération tourne rapidement au carnage. Pergaud est gravement blessé, probablement par un éclat d’obus ou une balle. Incapable de se déplacer, il est laissé sur le champ de bataille. Selon les témoignages recueillis après la guerre, il aurait été fait prisonnier par les Allemands alors qu’il était encore vivant, mais il serait mort peu après ses blessures, soit des suites de celles-ci, soit à la suite d’un bombardement français sur la zone où il se trouvait, désormais occupée par l’ennemi. Son corps n’a jamais été retrouvé. Son destin, fauché en pleine jeunesse et au sommet de sa carrière littéraire après le succès de La Guerre des boutons, a contribué à forger une image de martyr à la fois de la littérature et de la guerre. C’est ce mélange de talent, d’humanité et de sacrifice qui a conduit à l’érection d’un monument à sa mémoire à Besançon.

### Création

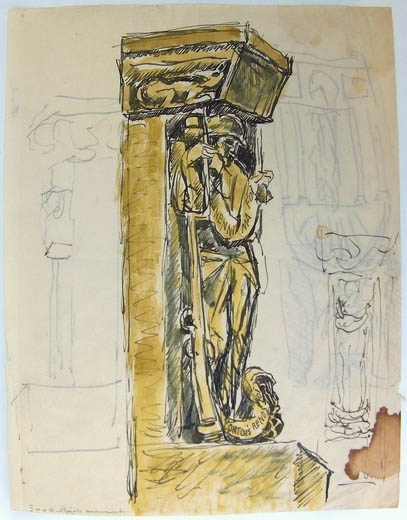
Esquisse préparatoire du monument à Louis Pergaud par Antoine Bourdelle.

L'initiative de ce projet revient à un comité formé à l'instigation de la revue Franche-Comté et Monts Jura, avec la participation active de Charles Léger, historien, critique d'art et ami de Louis Pergaud. Une souscription est lancée en 1924-1925. Le sculpteur Antoine Bourdelle a conçu le projet du monument à Louis Pergaud avant sa mort en 1929. Il en a élaboré les premiers dessins et maquettes, mais l’œuvre a été finalisée après son décès, en suivant ses plans. Le modèle définitif en plâtre a été achevé dans son atelier par ses collaborateurs, notamment sous la direction de ses élèves ou assistants. Le bronze a ensuite été fondu en 1931 par le fondeur Alexis Rudier, d’après ce modèle posthume.

### Inauguration
Le monument a été inauguré le dimanche 19 juin 1932 en présence du maire de Besançon Charles Siffert, du ministre de l'Éducation nationale Anatole de Monzie et du ministre du Commerce Jules Durand. Parmi les autres personnalités présentes se trouvaient Georges Lecomte, membre de l'Académie française, Roland Dorgelès, membre de l'Académie Goncourt, André Dumas, vice-président de la Société des gens de lettres, ou encore l'homme de lettres Alfred Vallette. La famille était représentée par son épouse Delphine Pergaud et son frère Lucien Pergaud.

### Sauvetage
Pendant la Seconde Guerre mondiale, le monument fut menacé de destruction dans le cadre des réquisitions de métaux non ferreux organisées par les autorités d’occupation allemandes. Comme de nombreuses œuvres en bronze, il fut inscrit sur la liste des statues destinées à être fondues pour les besoins de l’industrie de guerre du Reich.
Toutefois, grâce à l’intervention de Georges Rousset, adjoint au maire de Besançon, appuyé par plusieurs personnalités locales, le monument échappa à la fonte. Ces acteurs plaidèrent en faveur de la valeur artistique et patrimoniale de l’œuvre, réalisée par le sculpteur Antoine Bourdelle, ainsi que de son importance mémorielle en tant qu’hommage à un écrivain mort au combat en 1915. Leur action permit de soustraire la statue aux réquisitions et d’en assurer la préservation.
Ainsi, le monument à Louis Pergaud traversa le conflit intact, devenant également, par cette sauvegarde, un symbole de résistance culturelle face à l’occupant.

### Protection
Le monument a été inscrit au titre des monuments historiques par un arrêté préfectoral en date du 11 janvier 2024. La procédure de protection a été initiée par la Direction régionale des affaires culturelles (DRAC) de Bourgogne-Franche-Comté, qui a sollicité l'avis de la Commission régionale du patrimoine et de l'architecture (CRPA). Cette dernière a émis un avis favorable à l'inscription du monument lors de sa séance du 15 janvier 2023.
Préalablement, la Commission nationale du patrimoine et de l'architecture (CNPA) avait également donné un avis favorable au classement du monument lors de sa séance du 17 mars 2022, considérant que le monument présentait, du point de vue de l'histoire de l'art, un intérêt suffisant pour en rendre désirable la préservation.
Le Conseil municipal de Besançon, en tant que propriétaire du monument, a donné son accord à l'unanimité pour le classement au titre des monuments historiques lors de sa séance du 7 novembre 2024.

## Description
La statue représente Louis Pergaud en pied, en uniforme de poilu, soldat français de la Première Guerre mondiale. Il arbore une écharpe portant la devise de la Franche-Comté : « Comtois, rends-toi ! Nenni, ma foi ! ». Le socle de la statue est orné des titres de ses œuvres majeures, telles que La Guerre des boutons, De Goupil à Margot et Le Roman de Miraut, chien de chasse.

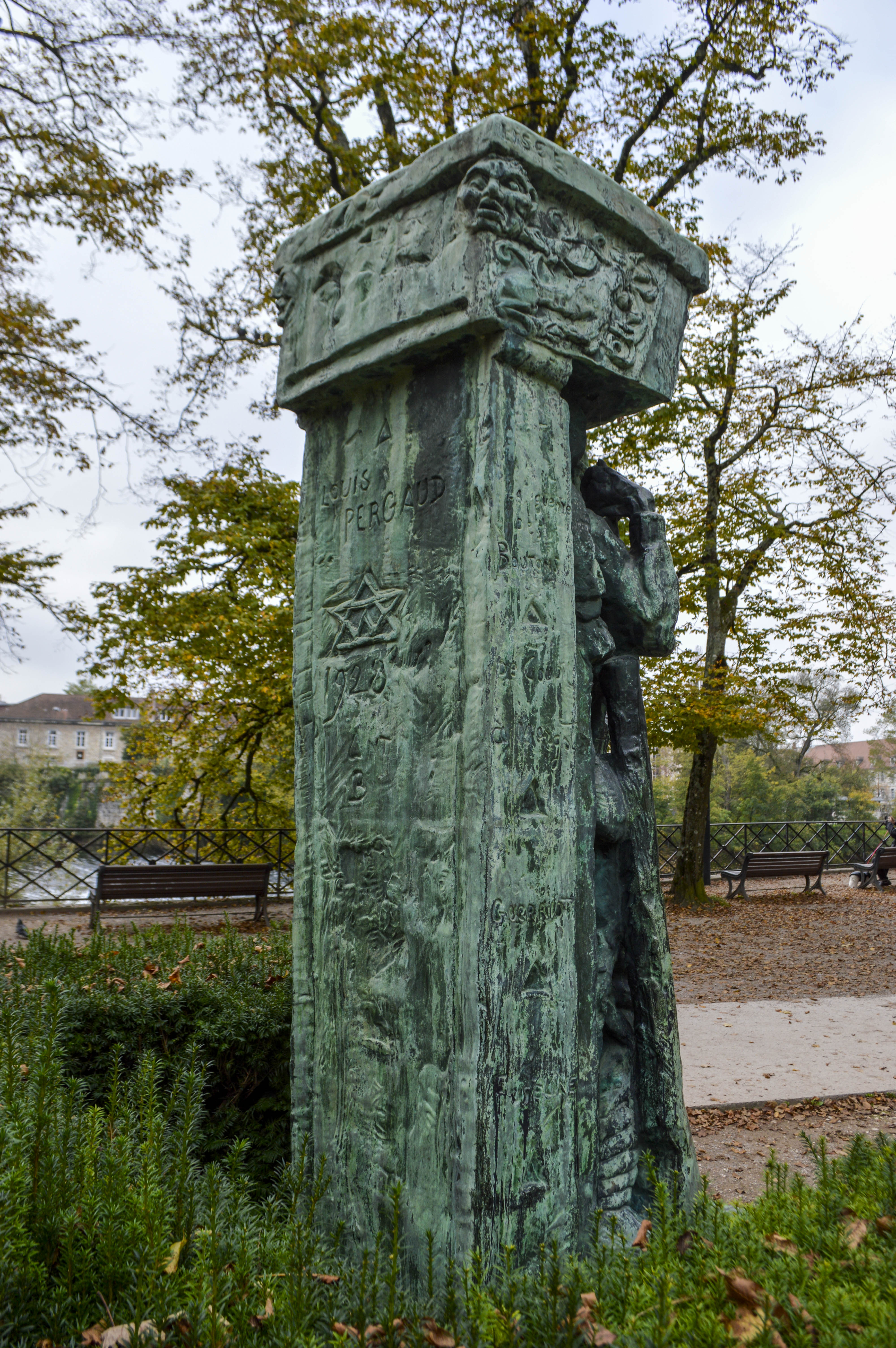
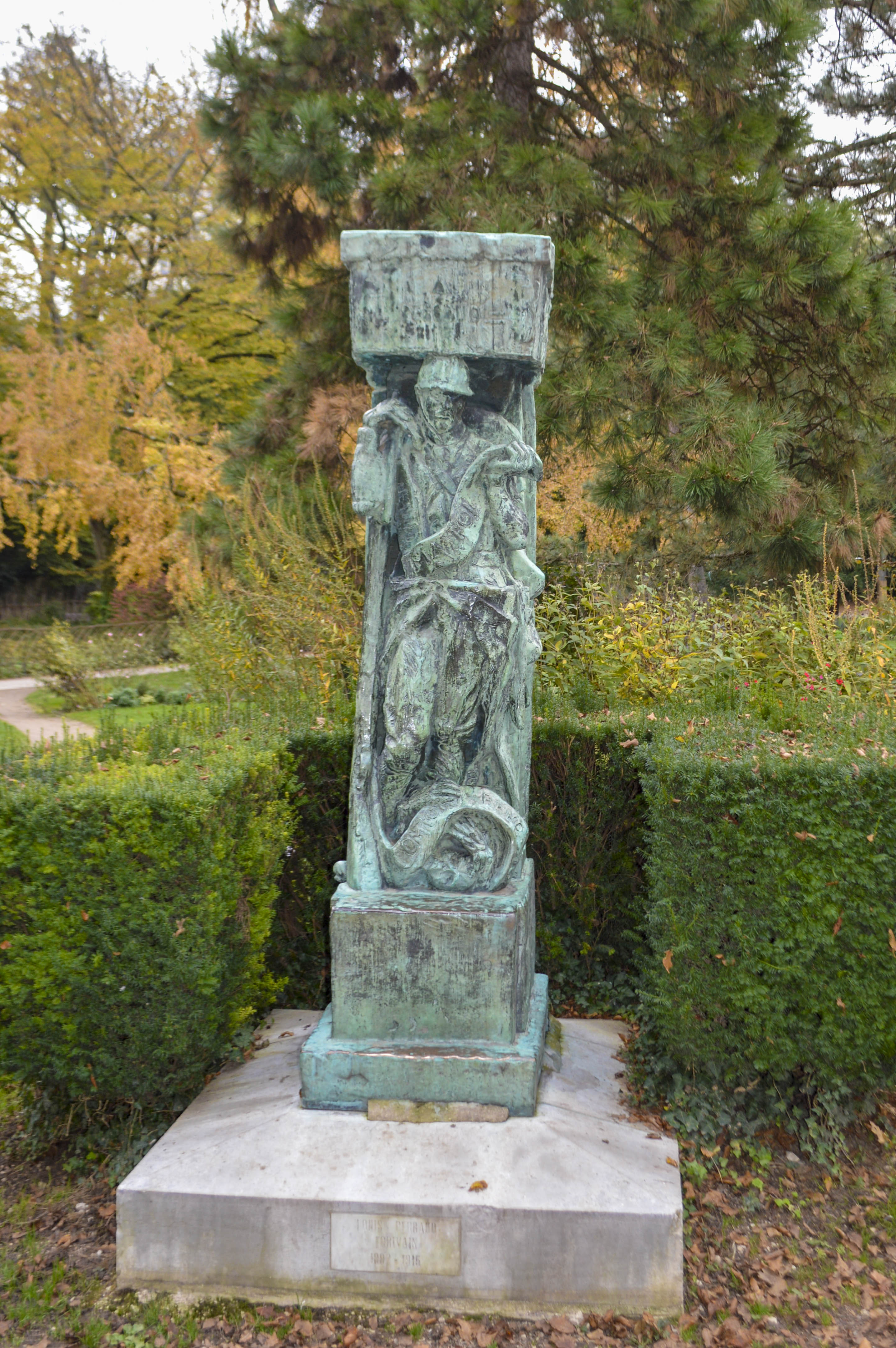